# Ronde van Utah 2013
De 9e editie van de wielerwedstrijd Ronde van Utah (Engels: Tour of Utah 2013) wordt gehouden van 5 augustus tot en met 11 augustus 2013 in Utah, Verenigde Staten. De meerdaagse wielerkoers maakt deel uit van de UCI America Tour 2013. Titelverdediger is de Zwitser Johann Tschopp.

## Deelnemende ploegen
UCI World Tour-ploegen
- RadioShack-Leopard
- Team Garmin-Sharp
- BMC Racing Team
- Cannondale Pro Cycling Team
- Orica-GreenEdge

Professionele continentale ploegen
- MTN-Qhubeka
- Champion System Pro Cycling Team
- Unitedhealthcare Pro Cycling

Continentale ploegen
- Funvic Brasilinvest-Pindamonhangaba
- Team Optum Presented By Kelly Benefit Strategies
- Bissell Pro Cycling
- 5-Hour Energy
- Bontrager Cycling Team
- Hincapie Sportswear Development Team
- Jamis-Hagens Berman
- Jelly Belly Cycling

## Deelnemende Belgen en Nederlanders
| Naam              | Rugnummer | Nationaliteit | Ploeg                  | Uitslag |
| ----------------- | --------- | ------------- | ---------------------- | ------- |
| Greg Van Avermaet | 1         | België        | BMC Racing Team        | 25      |
| Yannick Eijssen   | 3         | België        | BMC Racing Team        | 17      |
| Jasper Stuyven    | 127       | België        | Bontrager Cycling Team | 51      |

## Deelnemende nationale kampioenen
| Naam               | Rugnummer | Nationaliteit | Ploeg               | Uitslag |
| ------------------ | --------- | ------------- | ------------------- | ------- |
| Michael Schär      | 4         | Zwitserland   | BMC Racing Team     | 7       |
| Tomas Vaitkus      | 21        | Litouwen      | Orica-GreenEdge     | DNF     |
| Hayden Roulston    | 37        | Nieuw-Zeeland | RadioShack-Leopard  | 81      |
| Tsgabu Grmay       | 78        | Ethiopië      | MTN-Qhubeka         | 27      |
| Luis Enrique Lemus | 146       | Mexico        | Jelly Belly Cycling | 30      |

## Etappeoverzicht
| etappe | datum       | start          | finish         | afstand | winnaar           | klassementsleider |
| ------ | ----------- | -------------- | -------------- | ------- | ----------------- | ----------------- |
| 1e     | 6 augustus  | Brian Head     | Cedar City     | 180 km  | Greg Van Avermaet | Greg Van Avermaet |
| 2e     | 7 augustus  | Panguitch      | Torrey         | 210 km  | Michael Matthews  | Michael Matthews  |
| 3e     | 8 augustus  | Richfield      | Payson         | 191 km  | Lachlan Morton    | Lachlan Morton    |
| 4e     | 9 augustus  | Salt Lake City | Salt Lake City | 54.7 km | Michael Matthews  | Lachlan Morton    |
| 5e     | 10 augustus | Snowbasin      | Snowbird       | 182 km  | Chris Horner      | Chris Horner      |
| 6e     | 11 augustus | Park City      | Park City      | 125 km  | Francisco Mancebo | Tom Danielson     |

## Etappe-uitslagen

### 1e etappe
| Brian Head - Cedar City (180 km) |                   |                     |          |
| Plaats                           | Naam              | Ploeg               | Tijd     |
| Winnaar                          | Greg Van Avermaet | BMC Racing Team     | 4u11'00" |
| 2                                | Michael Matthews  | Orica-GreenEdge     | z.t.     |
| 3                                | Tyler Magner      | Hincapie Sportswear | z.t.     |

| Algemeen klassement |                   |                  |          |
| Plaats              | Naam              | Ploeg            | Tijd     |
| Gele trui           | Greg Van Avermaet | BMC Racing Team  | 4u10'50" |
| 2                   | Michael Matthews  | Orica-GreenEdge  | +4"      |
| 3                   | Christopher Jones | Unitedhealthcare | +4"      |

### 2e etappe
| Panguitch - Torrey (210 km) |                   |                        |          |
| Plaats                      | Naam              | Ploeg                  | Tijd     |
| Winnaar                     | Michael Matthews  | Orica-GreenEdge        | 5u17'56" |
| 2                           | Greg Van Avermaet | BMC Racing Team        | z.t.     |
| 3                           | Jasper Stuyven    | Bontrager Cycling Team | z.t.     |

| Algemeen klassement |                   |                  |          |
| Plaats              | Naam              | Ploeg            | Tijd     |
| Gele trui           | Michael Matthews  | Orica-GreenEdge  | 9u28'39" |
| 2                   | Greg Van Avermaet | BMC Racing Team  | +1"      |
| 3                   | Christopher Jones | Unitedhealthcare | +11"     |

### 3e etappe
| Richfield - Payson (191 km) |                   |                   |          |
| Plaats                      | Naam              | Ploeg             | Tijd     |
| Winnaar                     | Lachlan Morton    | Team Garmin-Sharp | 4u20'21" |
| 2                           | Greg Van Avermaet | BMC Racing Team   | +34"     |
| 3                           | Lucas Euser       | Unitedhealthcare  | +34"     |

| Algemeen klassement |                   |                   |           |
| Plaats              | Naam              | Ploeg             | Tijd      |
| Gele trui           | Lachlan Morton    | Team Garmin-Sharp | 13u49'07" |
| 2                   | Greg Van Avermaet | BMC Racing Team   | +22"      |
| 3                   | Lucas Euser       | Unitedhealthcare  | +40"      |

### 4e etappe
| Salt Lake City - Salt Lake City (54.7 km) |                   |                        |          |
| Plaats                                    | Naam              | Ploeg                  | Tijd     |
| Winnaar                                   | Michael Matthews  | Orica-GreenEdge        | 1u10'17" |
| 2                                         | Greg Van Avermaet | BMC Racing Team        | z.t.     |
| 3                                         | Jasper Stuyven    | Bontrager Cycling Team | z.t.     |

| Algemeen klassement |                   |                   |           |
| Plaats              | Naam              | Ploeg             | Tijd      |
| Gele trui           | Lachlan Morton    | Team Garmin-Sharp | 14u59'24" |
| 2                   | Greg Van Avermaet | BMC Racing Team   | +26"      |
| 3                   | Lucas Euser       | Unitedhealthcare  | +40"      |

### 5e etappe
| Snowbasin - Snowbird (182 km) |                 |                    |          |
| Plaats                        | Naam            | Ploeg              | Tijd     |
| Winnaar                       | Chris Horner    | RadioShack-Leopard | 4u52'45" |
| 2                             | Tom Danielson   | Team Garmin-Sharp  | z.t.     |
| 3                             | Yannick Eijssen | BMC Racing Team    | +31"     |

| Algemeen klassement |                 |                    |           |
| Plaats              | Naam            | Ploeg              | Tijd      |
| Gele trui           | Chris Horner    | RadioShack-Leopard | 19u52'53" |
| 2                   | Tom Danielson   | Team Garmin-Sharp  | z.t.      |
| 3                   | Lucas Euser     | Unitedhealthcare   | +33"      |
|                     |                 |                    |           |
| 14                  | Yannick Eijssen | BMC Racing Team    | +3'32"    |

### 6e etappe
| Park City - Park City (125 km) |                   |                        |          |
| Plaats                         | Naam              | Ploeg                  | Tijd     |
| Winnaar                        | Francisco Mancebo | 5-Hour Energy          | 3u12'52" |
| 2                              | Janier Acevedo    | Jamis-Hangens Berman   | z.t.     |
| 3                              | Tom Danielson     | Team Garmin-Sharp      | +4"      |
|                                |                   |                        |          |
| 10                             | Jasper Stuyven    | Bontrager Cycling Team | +1'39"   |

## Eindklassementen
| Plaats    | Naam              | Ploeg                | Tijd      |
| --------- | ----------------- | -------------------- | --------- |
| Gele trui | Tom Danielson     | Team Garmin-Sharp    | 23u05'45" |
| 2         | Chris Horner      | RadioShack-Leopard   | +1'29"    |
| 3         | Janier Acevedo    | Jamis-Hangens Berman | +1'37"    |
| 4         | Lucas Euser       | Unitedhealthcare     | +2'02"    |
| 5         | Matthew Busche    | RadioShack-Leopard   | +2'06"    |
| 6         | Philip Deignan    | Unitedhealthcare     | +2'27"    |
| 7         | Michael Schär     | BMC Racing Team      | +3'11"    |
| 8         | Carter Jones      | Bissell Pro Cycling  | +3'49"    |
| 9         | Francisco Mancebo | 5-Hour Energy        | +3'50"    |
| 10        | Tiago Machado     | RadioShack-Leopard   | +3'50"    |
|           |                   |                      |           |
| 17        | Yannick Eijssen   | BMC Racing Team      | +11'16"   |

| Plaats      | Naam              | Ploeg            | Punten |
| ----------- | ----------------- | ---------------- | ------ |
| Paarse trui | Michael Matthews  | Orica-GreenEdge  | 53     |
| 2           | Greg Van Avermaet | BMC Racing Team  | 46     |
| 3           | Kiel Reijnen      | Unitedhealthcare | 30     |

| Plaats      | Naam              | Ploeg               | Punten |
| ----------- | ----------------- | ------------------- | ------ |
| Blauwe trui | Michael Torckler  | Bissell Pro Cycling | 40     |
| 2           | Tom Danielson     | Team Garmin-Sharp   | 33     |
| 3           | Francisco Mancebo | 5-Hour Energy       | 20     |
|             |                   |                     |        |
| 6           | Yannick Eijssen   | BMC Racing Team     | 17     |

| Plaats           | Naam           | Ploeg                  | Tijd      |
| ---------------- | -------------- | ---------------------- | --------- |
| Lichtblauwe trui | Lachlan Morton | Team Garmin-Sharp      | 23u12'25" |
| 2                | Gavin Mannion  | Bontrager Cycling Team | +3'13"    |
| 3                | Tsgabu Grmay   | MTN-Qhubeka            | +15'32"   |
|                  |                |                        |           |
| 9                | Jasper Stuyven | Bontrager Cycling Team | +31'26"   |